# Theory of knowledge
Theory of Knowledge eller ToK, är ett ämne som gymnasieelever på programmet International Baccalaureate läser. Grunden ligger i epistemologi, kunskapsteori, och handlar mycket om vad som är kunskap, vilka metoder man kan använda för att uppnå kunskap, och vad man kan ta för sanning.